# Ischiocentra nobilitata
Ischiocentra nobilitata là một loài bọ cánh cứng trong họ Cerambycidae.